# Hydatidose
 Mise en garde médicale
L’hydatidose ou échinococcose hydatique ou le kyste hydatique est une maladie provoquée par l'ingestion accidentelle d'œufs d’Echinococcus granulosus provenant du chien, hôte définitif habituel du ténia échinocoque. Cette maladie potentiellement mortelle peut également affecter de nombreux animaux de la faune sauvage ou domestique (bétail) ainsi que les humains.
La contamination est beaucoup plus le fait de contacts directs avec le chien que par ingestion d'aliments souillés par ses déjections. Cependant la maladie ne sévit que dans les régions où coexistent chiens et herbivores.

## Cycle de vie
La maladie résulte de l'infection par une larve de ténia du genre Echinococcus - notamment  E. granulosus, Comme pour beaucoup d'infections  parasitaires, le cours de l'infection par l'Echinococcus est complexe. Le ver a un cycle de vie qui exige des hôtes définitifs et des hôtes intermédiaires. Les hôtes définitifs sont en principe des carnivores comme les chiens, alors que les hôtes intermédiaires sont habituellement des herbivores comme les moutons et du bétail. Les humains peuvent également jouer le rôle d’hôtes intermédiaires, bien qu'ils soient habituellement une voie sans issue pour l'infection parasitaire (pas de reproduction dl'échinocoque et pas de dissémination à d'autres organismes). Le cycle de la maladie commence par une infestation par le ténia adulte de l’intestin de l’hôte définitif. Le ténia adulte pond alors des œufs qui sont expulsés dans les selles de l’hôte.
Les hôtes intermédiaires s’infectent par l’ingestion des œufs du parasite. Dans l’organisme de l’hôte intermédiaire, les œufs éclosent et libèrent des embryons minuscules munis de crochets qui traversent la paroi du tube digestif et voyagent dans la circulation sanguine. Ils se fixent par la suite dans un organe tel que le foie, les poumons et/ou les reins. Là, ils se développent pour former un kyste hydatique. À l'intérieur de ces kystes des milliers de larves de ténia se multiplient, pour l’étape suivante du cycle parasitaire. Quand l’hôte intermédiaire est dévoré ou digéré par l’hôte définitif, les larves sont absorbées par voie digestive et se développent en ténias adultes dans l’intestin de l’hôte, et relancent le cycle d'infection.

## Épidémiologie
Echinococcus granulosus est présent dans le monde entier.
L'échinococcose atteint 2 à 3 millions de personnes de par le monde, la plupart étant de type cystique ; le coût annuel de la maladie est proche de 200 millions de dollars.

## Diagnostic
Le diagnostic parasitologique direct : il est habituellement impossible chez
l’homme, la larve étant en impasse parasitaire (sans voie de sortie naturelle). Il ne
faut jamais ponctionner un kyste suspect en vue d’établir un diagnostic. La mise en
évidence d’éléments parasitaires est possible sur les pièces opératoires ou sur liquide
vomiqué.
Le diagnostic parasitologique permet alors:
- D’identifier les éléments d’une vomique ou confirmer la nature d’un kyste opéré
(à coupler alors avec l’examen anatomo-pathologique)
- D’apprécier la vitalité (et donc le risque d’échinococcose secondaire) des scolex
éventuellement présents au niveau d’un kyste rompu ou fissuré.
Le diagnostic parasitologique indirect : La sérologie peut être utile dans les cas
douteux.
Plusieurs techniques peuvent être utilisées
- Techniques quantitatives à type d’hémaglutination indirecte, de technique
ELISA (Enzyme Linked Immunosorbent Assay) ou de réaction
d’agglutination au Latex. La technique ELISA est la technique la plus
utilisée de première intention. Elle permet de doser les immunoglobulines G
spécifiques. C’est une technique utile au sérodiagnostic de masse,
consommant une faible quantité d’antigènes, de réalisation simple, de durée
brève et dont la lecture est objective.
-Techniques qualitatives à type de Western Blot. Il s’agit d’une technique à
antigène purifié permettant de reconnaître une bande spécifique, de faible
poids moléculaire (sous-unité de l’Ag B), présente chez 78% des patients
atteints d’hydatidose. C’est la technique de choix pour l’immuno-diagnostic
dans les zones d’endémie, surtout lorsqu’il peut exister d’autres parasites
entraînant des réactions croisées avec E. granulosus.
- En pratique, la sensibilité variable de ces différents tests, fait que le diagnostic
utilise deux ou trois techniques associant un test qualitatif et un test quantitatif.
- La réponse sérologique dépend de la localisation, du nombre et du stade évolutif
des kystes. Elle est positive dans 40 à 85% des kystes pulmonaires. La sensibilité
augmente nettement en cas de kyste compliqué ou d’hydatidose multiple ou
hépatique associée jusqu’à 89%.
PS: Dans le cas où la sérologie est négative, le diagnostic d’un KHP évoqué
cliniquement et radiologiquement ne doit pas être éliminé.
La maladie se manifeste par la formation d'un kyste hydatique plus fréquemment situé au niveau du foie, mais pouvant aussi se trouver aux poumons (ces deux localisations comptant pour 90 % des cas) ou dans n’importe quel autre organe en théorie.

### Clinique
Elle n'est généralement reconnue qu'au stade de complications par compression ou rupture du kyste ; l’hôte intermédiaire reste souvent asymptomatique.
À la clinique, on retrouve pour les kystes hépatiques une sensation de pesanteur, à la palpation on retrouve une hépatomégalie avec masse abdominale lisse.
Pour les kystes pulmonaires, on peut retrouver une hémoptysie, une toux, une dyspnée.

### Imagerie
À l'échographie ou au scanner, on retrouve une image kystique hépatique liquidienne à lésion calcifiée, parfois avec des échos en flocons à l’intérieur (sable hydatique – au premier stade) ou de multiples vésicules filles.
Différents aspects suivant leur stade évolutif ont été décrits (classification de Gharbi) :
-Type I: kyste simple, à contenu homogène, trans-sonore en échographie, hypodense en scanner (0 à +20 UH). La paroi est épaisse. En IRM, le contenu du kyste est hypo T1, hyper T2. La paroi est en hypo T2.
-Type II: caractérisé par un décollement de la membrane mieux visible en échographie.
-Type III: aspect en ‘nid d’abeilles’ avec cloisons de refend et vésicules filles.
-Type IV: kyste hétérogène de densité plus élevée (pseudo-tumorale).
-Type V: bloc calcifié (mort du parasite). À dissocier des calcifications de la paroi périphérique que l’on peut rencontrer dans les types III et IV.
Le principal diagnostic différentiel est l'abcès amibien hépatique, dû à une infection tissulaire par Entamoeba histolytica.

### Biologie
La ponction permet d'analyser le liquide kystique et de retrouver les protoscoleces, embryons de l'échinocoque. Elle permet également de faire une étude par PCR.
Le kyste hydatique du foie peut se diagnostiquer par un test sérologique (réaction de Weinberg), mais qui est faussement négative dans plus de 50 % des kystes hydatiques du poumon.
L'éosinophilie n'est pas présente chez le porteur de kyste hydatique sauf quand une rupture se produit. En fait, il n'y a généralement aucune anomalie sanguine chez les patients atteints de kyste hydatique.

## Évolution
Elle peut se faire sur des années, la croissance du kyste étant longue. Elle est donc essentiellement diagnostiquée chez l'adulte.
Le kyste peut entraîner une compression des structures adjacents : compression des veines sus-hépatiques (induisant une hypertension portale ou un syndrome de Budd-Chiari) ou des voies biliaires (ictère cholestatique ou angiocholite).
En cas de localisation pulmonaire, la rupture du contenu d'un kyste hydatique dans une bronche provoque son expectoration, dans un effort de toux, sous forme d'un liquide eau de roche au goût salé, correspondant à la « vomique ».
En cas de localisation hépatique, sa rupture dans le péritoine peut entraîner une dissémination des larves et la formation de kystes secondaires. La rupture s'accompagne souvent d'une fièvre et de phénomènes allergiques : urticaire, hyperéosinophilie, voire un choc anaphylactique.
Les kystes peuvent également se surinfecter.
La mortalité  est comprise entre 2 et 4 %.

## Traitement
Il existe quatre types de traitement : la chirurgie, le traitement médicamenteux antiparasitaire, le traitement par ponction et l'attitude attentiste.
La chirurgie consiste à enlever le ou les kystes. C'est une chirurgie parfois complexe du fait de l'organe atteint et de la taille du kyste.
Le traitement par ponction du kyste est connu sous le nom de PAIR (aspiration percutanée, injection agents scolicidal et réaspiration du contenu du kyste) associé au traitement médicamenteux avec l'albendazole seul à la dose de 400 mg deux fois par jour. Cependant, il existe un risque de rupture de kyste pouvant mener à un choc anaphylactique et/ou à une dissémination secondaire.
Le traitement antiparasitaire se fait avec l'albendazole ou le praziquantel. Ces médicaments sont d'efficacité imparfaite avec des risques de rechutes.
Une simple surveillance peut parfois être proposée : le kyste peut, dans un certain nombre de cas, devenir inactif et ne causer aucun symptôme.

## Prévention de la maladie

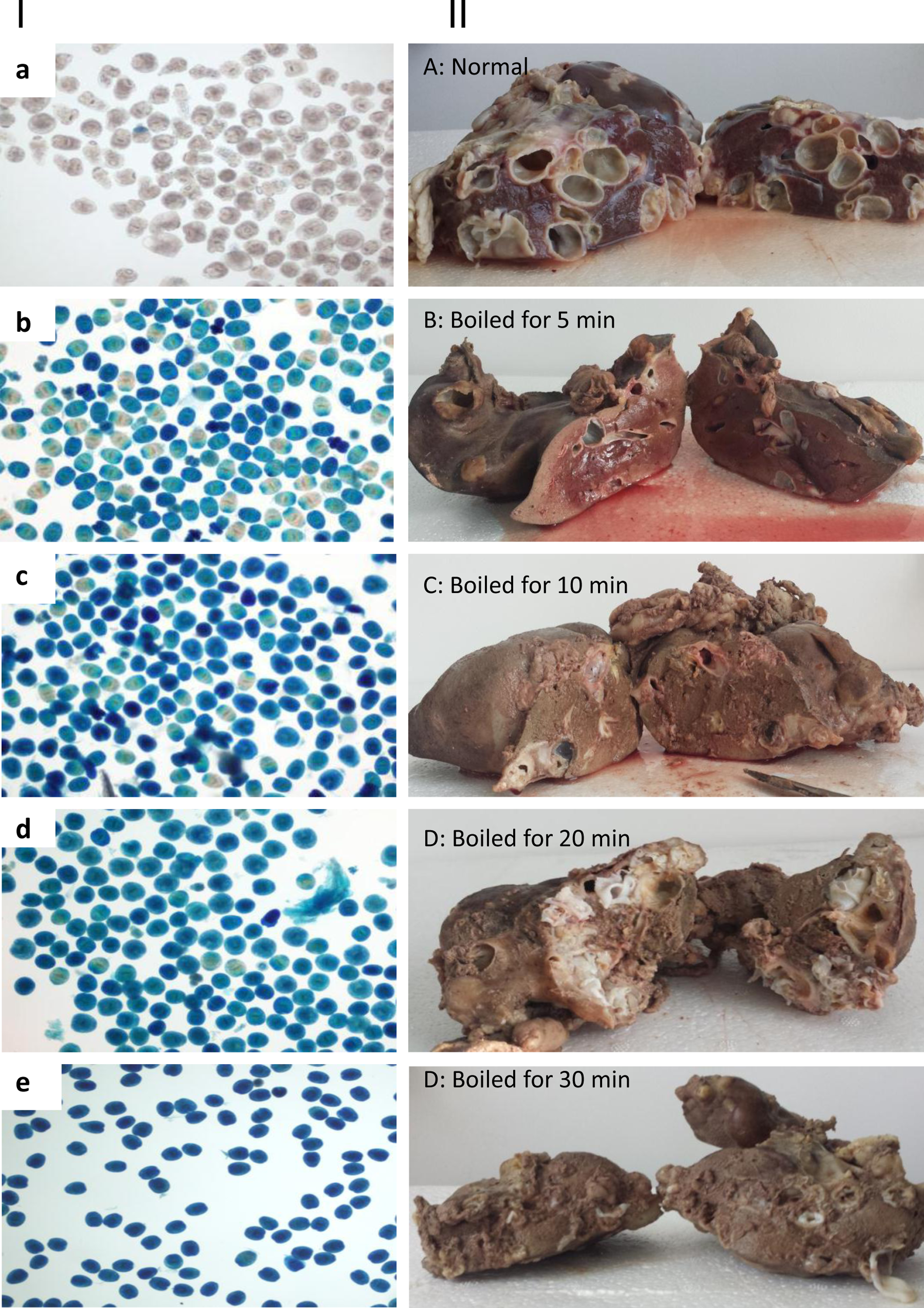
Faire bouillir les abats contenant des kystes hydatiques pendant 30 min tue les larves dEchinococcus granulosus

Il y a plusieurs stratégies pour prévenir l’échinococcose, la plupart visent à provoquer la rupture du cycle de vie du parasite. Par exemple, l'alimentation des chiens avec des abats crus est un point clé de la dissémination de l'infection dans l'environnement des fermes et cette pratique est fortement déconseillée. En outre, les règles de base en matière d'hygiène telles que faire cuire complètement la nourriture et se laver vigoureusement les mains avant les repas sont utiles pour empêcher les œufs de pénétrer dans le tractus digestif de l’homme. La vermifugation régulière des chiens de ferme avec des produits comme le praziquantel peut également tuer le ténia. En utilisant ces méthodes simples, on a presque entièrement éliminé l’hydatidose de la Nouvelle-Zélande, où elle était très répandue par le passé. Des vaccins efficaces, fabriqués selon une technologie basée sur l’ADN recombinant, sont développés en Australie pour les moutons.

Une gestion appropriée des carcasses et des viscères après abattage familial des moutons est difficile dans les communautés pauvres et éloignées des abattoirs organisés. De ce fait, les chiens ont facilement accès aux abats qui contiennent des kystes hydatiques ; ils complètent le cycle parasitaire d’Echinococcus granulosus et sont à l’origine des cas d’échinococcose kystique. L’ébullition pendant 30 minutes des foies et poumons qui contiennent des kystes hydatiques a été proposée comme une méthode simple, efficace et peu coûteuse en temps et en énergie, pour détruire les larves responsables de la contamination .